# Штогаренко, Андрей Яковлевич
Андрей Яковлевич Штогаре́нко (укр. Андрій Якович Штогаренко; 1902—1992) — украинский советский композитор, педагог, музыкально-общественный деятель. Народный артист СССР (1972). Герой Социалистического Труда (1982). Лауреат двух Сталинских премий ll степени (1946, 1952) и Государственной премии УССР имени Т. Г. Шевченко (1974).

## Биография
Андрей Штогаренко родился 2 (15) октября 1902 года в селе Новые Кайдаки (ныне в черте Днепра, Украина) в семье рабочего-токаря. Семья была музыкальной, родители принимали участие в любительских кружках.
С 1912 года учился в Екатеринославском музыкальном училище (ныне Днепропетровская консерватория имени М. Глинки) по классу фортепиано (педагог З. Разловская), но из-за частых переездов семьи с места на место не смог окончить училище.
В 1921—1930 годах преподавал пение в средних школах Екатеринослава. В 1926 году организовал ансамбль баянистов, получивший название 1-го украинского камерного ансамбля имени Комсомола, с которым концертировал до 1930 года.
В 1930 году поступил в Харьковскую консерваторию (ныне Харьковский национальный университет искусств имени И. П. Котляревского), которую окончил в 1936 году. Учился у С. С. Богатырёва по классу композиции.
Уже в студенческие годы создал поэму-кантату «Канальские работы» на основе мелодии и текста народной песни. В том же жанровом ключе написал сюиту «Детство», цикл обработок народных песен «Девичья доля» для голоса с симфоническим оркестром.
В 1936—1941 годах работал в Харькове, руководил секцией оборонной музыки при Харьковском отделении Союза композиторов Украины.
С 1943 года жил в Киеве, где работал в Киевской консерватории (ныне Национальная музыкальная академия Украины имени П. И. Чайковского). В 1954—1968 годах — ректор, с 1968 по 1989 год — заведующий кафедрой композиции консерватории (с 1960 — профессор).
Основное место в творчестве композитора занимают жанры симфонической и вокальной музыки.
В 1962 году принимал участие в организации Международного музыкального конкурса имени Н. В. Лысенко в Киеве. В 1970 и 1974 годах участвовал в работе жюри Международного конкурса имени П. И. Чайковского в Москве по специальностям «вокал» и «фортепиано».
C 1937 года — заместитель председателя правления Харьковского отделения, с 1939 — член правления, в 1947—1956 — заместитель председателя правления, в 1968—1989 — председатель правления Союза композиторов Украины. В 1941—1943 годах — ответственный секретарь Союза композиторов Туркменской ССР. С 1948 года — член правления и секретарь СК СССР.
Член ВКП(б) с 1944 года.
Умер 15 ноября 1992 года в Киеве. Похоронен на Байковом кладбище.

### Семья
- Жена — Ариадна Остаповна Лысенко (1921—2021), украинская пианистка, профессор кафедры фортепиано Национальной музыкальной академии Украины им. П. Чайковского. Заслуженная артистка Украины (1993).

## Награды и звания
- Герой Социалистического Труда (1982)
- Заслуженный деятель искусств УССР (1947)
- Народный артист УССР (1970)
- Народный артист СССР (1972)
- Сталинская премия второй степени (1946) — за кантату-симфонию «Украина моя» (1943)
- Сталинская премия второй степени (1952) — за симфоническую сюиту «Памяти Леси Украинки» (1950)
- Государственная премия Украинской ССР им. Т. Шевченко (1974) — за «Киевскую симфонию» (1972)
- Два ордена Ленина (1960, 1982)
- Орден Октябрьской Революции (1971)
- Орден Трудового Красного Знамени (1948)
- Орден Отечественной войны II степени
- Орден «Кирилл и Мефодий» (НРБ) I степени (1971)
- Медаль «За доблестный труд в Великой Отечественной войне 1941—1945 гг.»
- Медаль «В память 1500-летия Киева»

## Творчество
Для оркестра
- Симфонии:
  - I «Украина моя» (симфония-кантата) (сл. М. Ф. Рыльского и А. С. Малышко, 1942)
  - II «Сказочная» (1947)
  - III «Памяти товарища» (1966)
  - IV «Киевская» (1972)
  - V «Комсомолии посвящается» (1976)
  - VI «Биографическая» (1979)
- поэмы «Молодёжная» (1959), «Памяти Кобзаря» (для струнного оркестра, 1960)
- 5 сюит, в т.ч. «Памяти Леси Украинки» (1951)
- скерцо (1966)
- Симфонические танцы (1980)

Для солистов, хора и оркестра
- кантата «К 800-летию Москвы» (сл. М. Ф. Рыльского, 1948)
- поэмы «О партии родной» (1954), «Россия» (1967)
- сюита «Дружба народов» (1964)
- вокально-симфоническая повесть «Дорогами Октября» (сл. П. Г. Тычины, В. Ф. Коржа, А. Н. Новицкого, 1977)

Для инструмента с оркестром
- концерт-сюита для фортепиано «Партизанские картины» (1957)
- дивертисмент для флейты (1967)
- концерт для скрипки (1969)
- концерт для фортепиано (1969)
- концертино для скрипки (1973)
- концерт-поэма для фортепиано (1977)

Камерно-инструментальные ансамбли
- струнный квартет «Армянские эскизы» (1960)
- фортепианное трио «Молодёжная» (1961)
- Баллада и Шуточный марш для виолончели с фортепиано (1963)
- четыре украинских танца для скрипки с фортепиано (1975)

Для фортепиано
- 3 поэмы «Памяти музыкантов» (1960)
- сюита «Образы» (1970)
- этюды-картины (1976)

Для голоса с оркестром
- баллады для баса с оркестром «О незабываемых людях» (1969)
- цикл обработок народных песен «Девичья доля»

Для хора с оркестром
- лирическая ода «Октябрю» для женского хора и оркестра (1958)

Другие произведения
- кантата-баллада «О канальных работах» (1936)
- марш-увертюра на тему Н. Лысенко (1951)
- кантата-симфония «Взошла заря коммунизма» (1955)
- «Симфонические образы» («Болгарские впечатления»)
- «Пионерская сюита»
- сюита «Детство»
- цикл хоров a cappella «Шевченкиана» (1962), «Женские портреты»
- хоры, романсы, песни, обработки народных песен, музыка к спектаклям драматического театра и кинофильмам (Боевой киносборник № 9).

## Память
В Киеве установлены мемориальные доски:
- на доме по ул. Суворова, 11, где проживал А. Я. Штогаренко (установлена в 2008 году);
- на классе в здании Национальной музыкальной академии Украины имени П. И. Чайковского, в котором преподавал композитор.